# Orgovány
Orgovány este un sat în districtul Kecskemét, județul Bács-Kiskun, Ungaria, având o populație de 3.372 de locuitori (2011). 

## Demografie
Componența etnică a satului Orgovány
     Maghiari (96,79%)
     Români (1,45%)
     Necunoscut (0,44%)
     Alții (1,32%)
Componența confesională a satului Orgovány
     Romano-catolici (51,45%)
     Reformați (22,24%)
     Fără religie (5,69%)
     Luterani (1,16%)
     Necunoscută (19,16%)
     Atei (0,3%)
     Alte religii (3%)
Conform recensământului din 2011, satul Orgovány avea 3.372 de locuitori. Din punct de vedere etnic, majoritatea locuitorilor (96,79%) erau maghiari, cu o minoritate de români (1,45%). Apartenența etnică nu este cunoscută în cazul a 0,44% din locuitori.  Din punct de vedere confesional, majoritatea locuitorilor (51,45%) erau romano-catolici, existând și minorități de reformați (22,24%), persoane fără religie (5,69%) și luterani (1,16%). Pentru 19,16% din locuitori nu este cunoscută apartenența confesională.